# Park im. Stefana Żeromskiego w Szczecinie
Park im. Stefana Żeromskiego – drugi pod względem wielkości park miejski w Szczecinie, obejmujący powierzchnię ok. 22 ha.
Leży w dzielnicy Śródmieście na osiedlu Stare Miasto. Ograniczony jest ulicami: Matejki, Malczewskiego, Parkową, Kapitańską, Storrady, Wawelską, Starzyńskiego i Zygmunta Starego. Granice parku wyznaczają jednocześnie granicę z osiedlem Grabowo.
Park ma charakter parku dendrologicznego. Występuje w nim ok. 177 gatunków i odmian drzew (niektóre ponad stuletnie) i krzewów, w tym: chińskie topole wielolistne, różne gatunki dębów, wierzby płaczące, orzechy czarne i szare, bukszpany, platany, bluszcze, miłorzęby, kasztany jadalne, tulipanowce japońskie oraz wiele innych. W parku rosną korkowiec amurski, perełkowiec japoński, skrzydłorzech kaukaski, jesion mannowy, jesion pensylwański, grujecznik japoński, kłęk amerykański, żółtnica pomarańczowa, kolkwicja chińska, palecznik chiński, kalina sztywnolistna, kalina hordowina, parczelina trójlistkowa, surmia bignoniowa, miłorząb dwuklapowy, klon kolchidzki, klon Trautvettera, klon tatarski, klon okrągłolistny, klon ginnala, bożodrzew gruczołowaty, glediczja trójcierniowa, wiązowiec zachodni, platan klonolistny, wiśnia piłkowana, wierzba purpurowa, kasztan jadalny, kasztan japoński, kasztanowiec czerwony, orzech czarny, wiąz szypułkowy, platan klonolistny, dąb szypułkowy, dąb burgundzki, lipa srebrzysta, buk zwyczajny, leszczyna turecka, dąb gruziński, strączyn żółty, krzewuszka cudowna, różowiec biały. Z drzew iglastych w parku występują cisy, sosna czarna. sosna wejmutka. modrzew europejski, żywotnik wschodni.
Na terenie parku umieszczono kilka rzeźb i innych elementów małej architektury:
- Pomnik z wizerunkiem Stefana Żeromskiego - autor: Sławomir Lewiński (1978)
- Rzeźba "Fontanna" - autor: Sławomir Lewiński (1975-77)
- Rzeźba "Macierzyństwo" - autor: Anna Paszkiewicz (1970)
- Rzeźba "Prometeusz" - autor: Anna Paszkiewicz (1978)
- Głaz z tablicami poświęconymi "Synom Pułku" - autor tablic: Jan Kryszkiewicz (1978, 2005)
- Głaz "Adam" - pomnik przyrody

## Historia
Pierwszy zalążek obecnego parku powstał w 1721, kiedy w rejonie obecnych ulic Kapitańskiej i Storrady utworzono cmentarz ewangelicki dla mieszkającej w Szczecinie mniejszości francuskiej.
W 1802 z uwagi na nowe prawo, zabraniające chowania zmarłych w kościołach i na przykościelnych cmentarzach, wydzielono za Bramą Królewską, pomiędzy Fortami Leopold i Wilhelm (w rejonie obecnych ulic Malczewskiego i Matejki), cmentarz miejski (nazwany Grabowskim).
W 1900 decyzją władz miasta cmentarze Francuski i Grabowski zostały zlikwidowane, a w ich miejscu utworzono obecny park.

## Zdjęcia

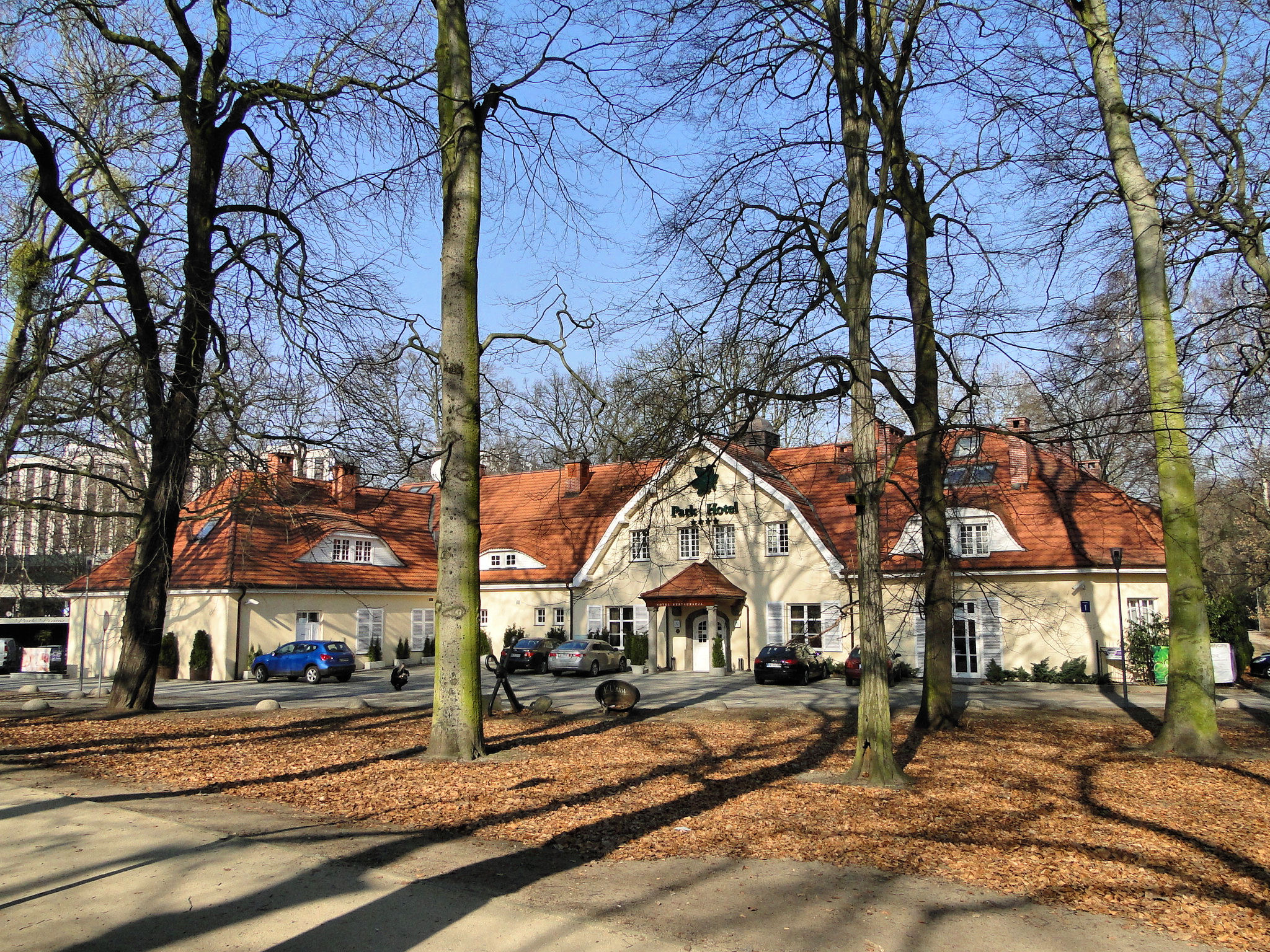
Dom Parkowy; obecnie Hotel Park (proj. Wilhelm Meyer-Schwartau)
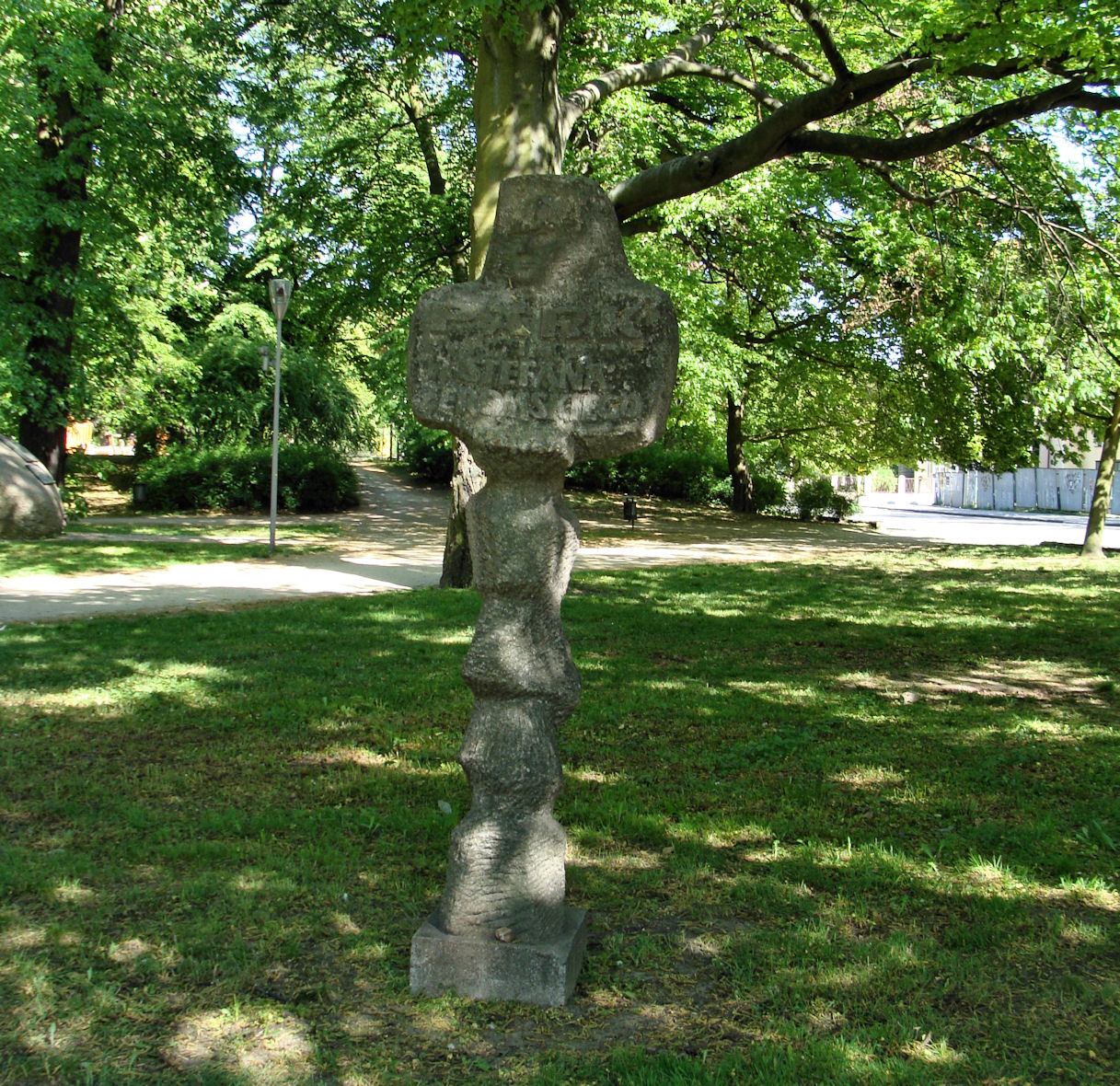
Pomnik St. Żeromskiego
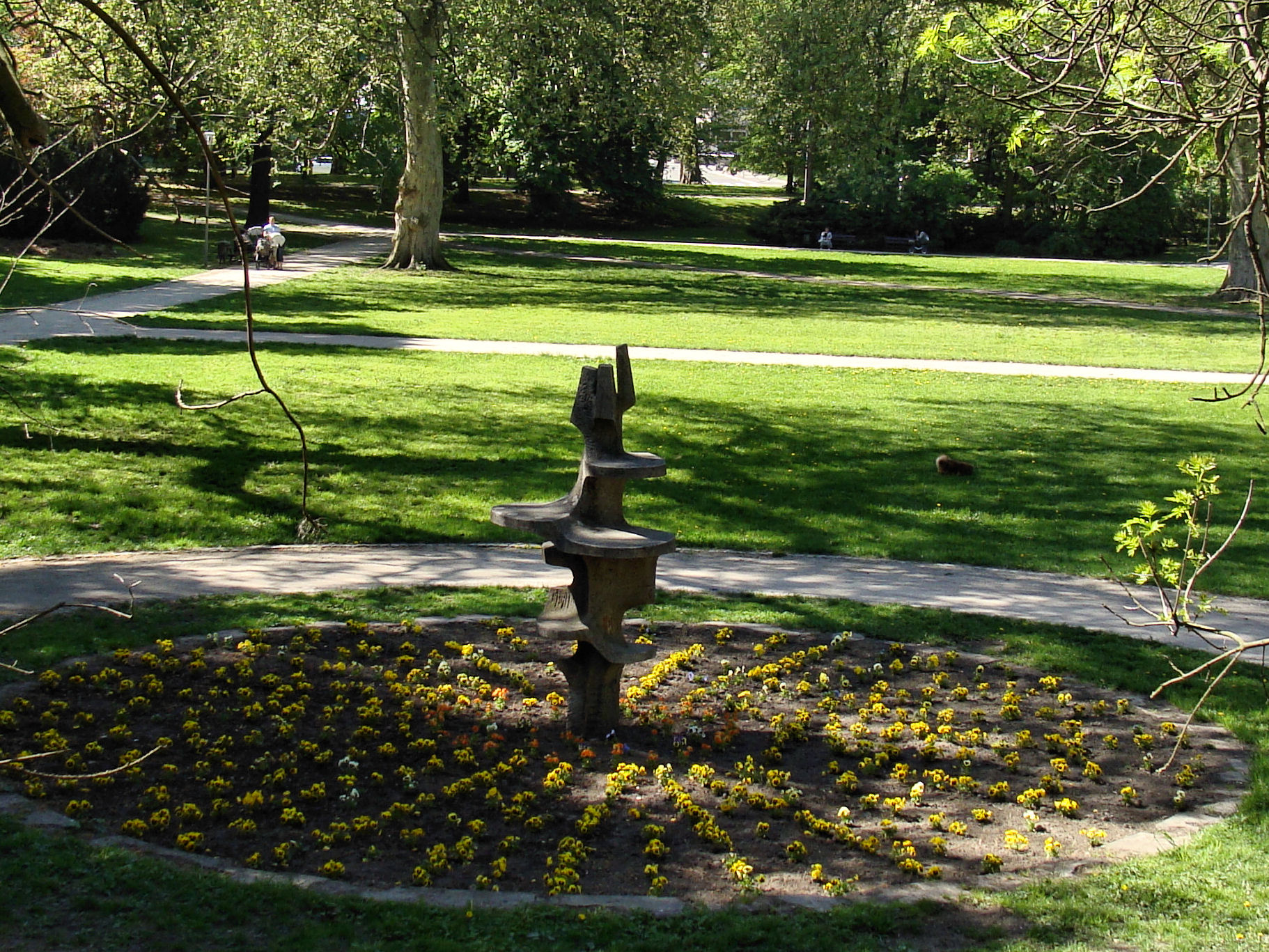
Rzeźba "Fontanna"
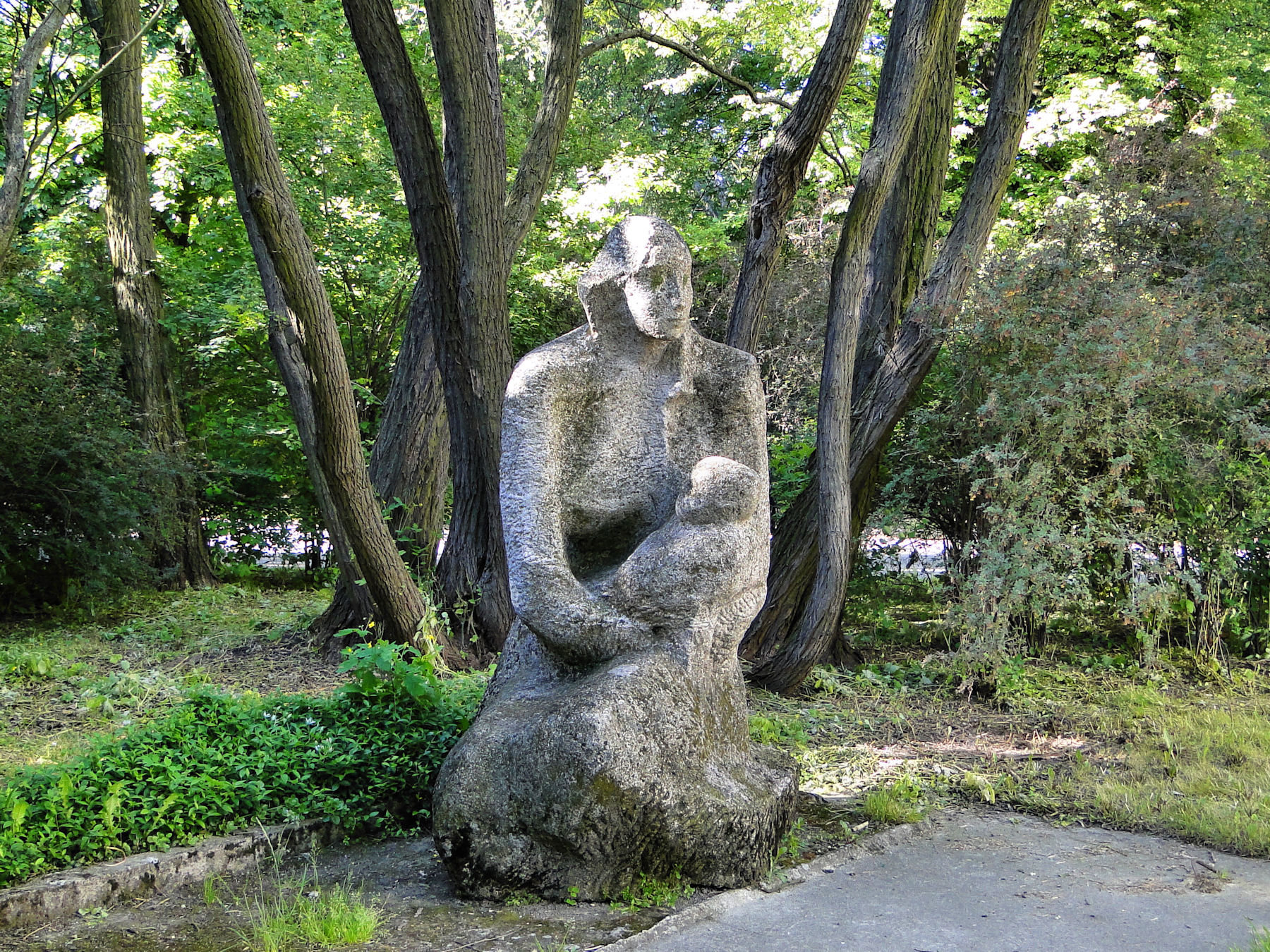
Rzeźba "Macierzyństwo"
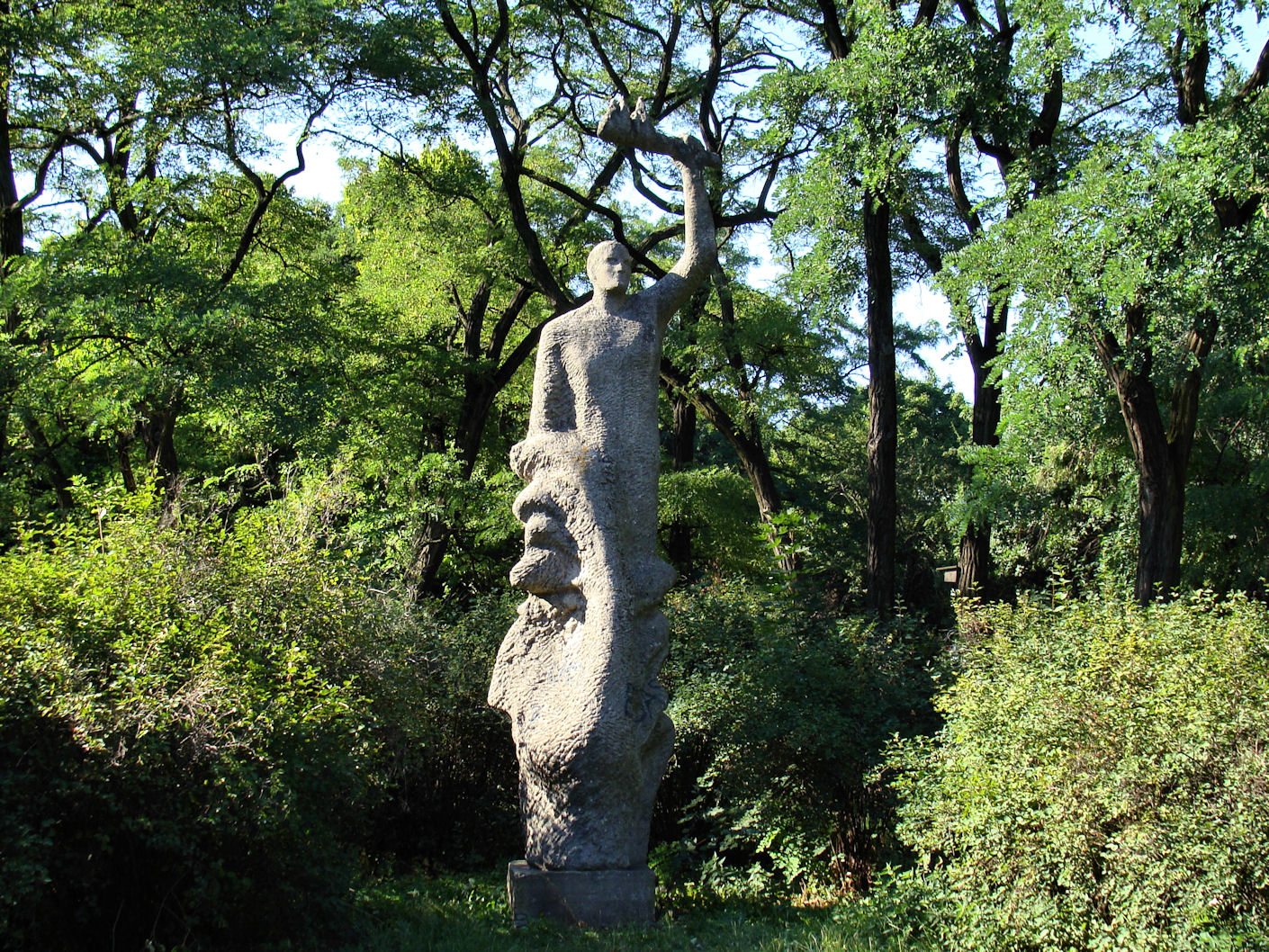
Rzeźba "Prometeusz"
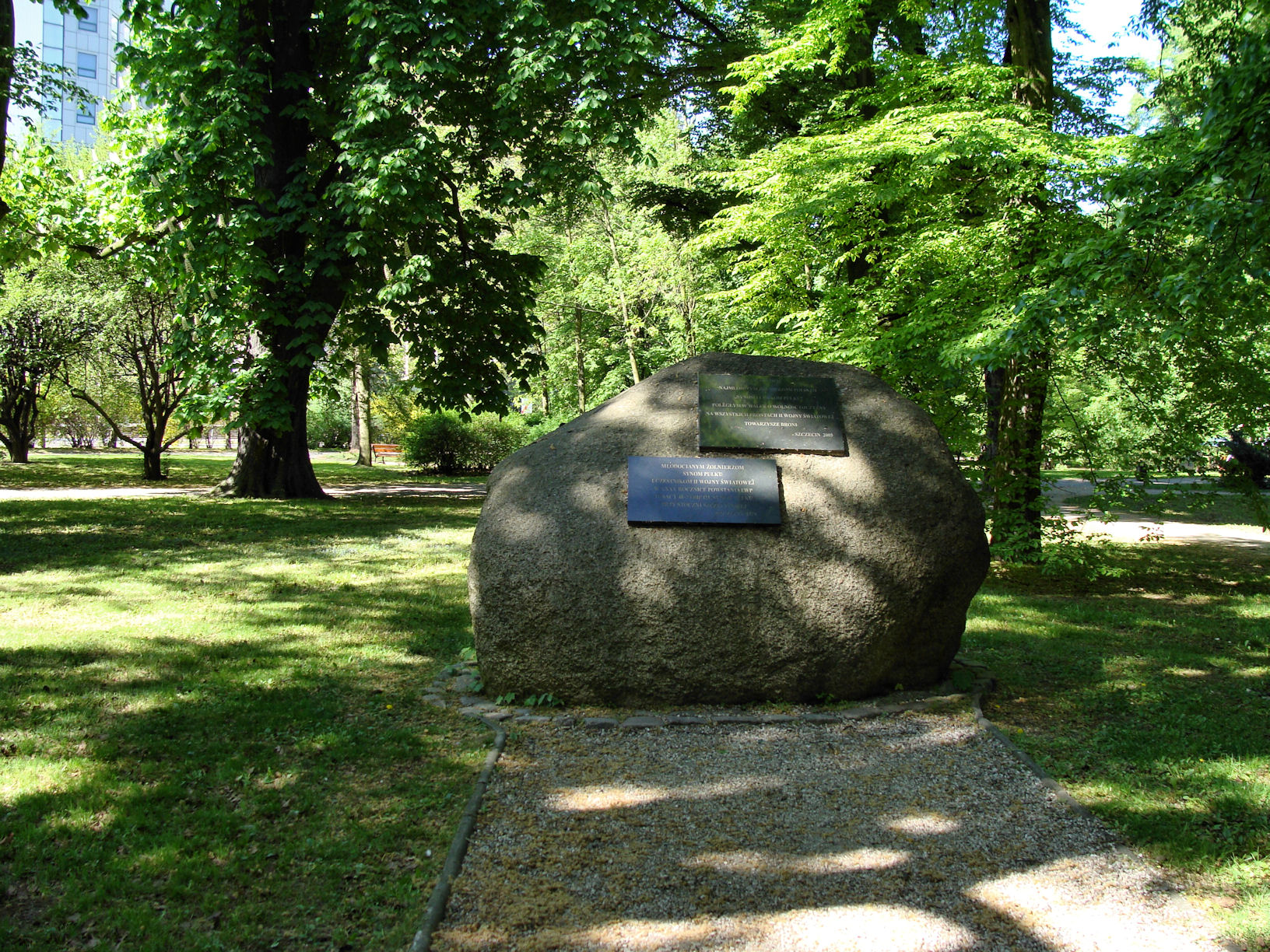
Głaz upamiętniający "Synów Pułku"
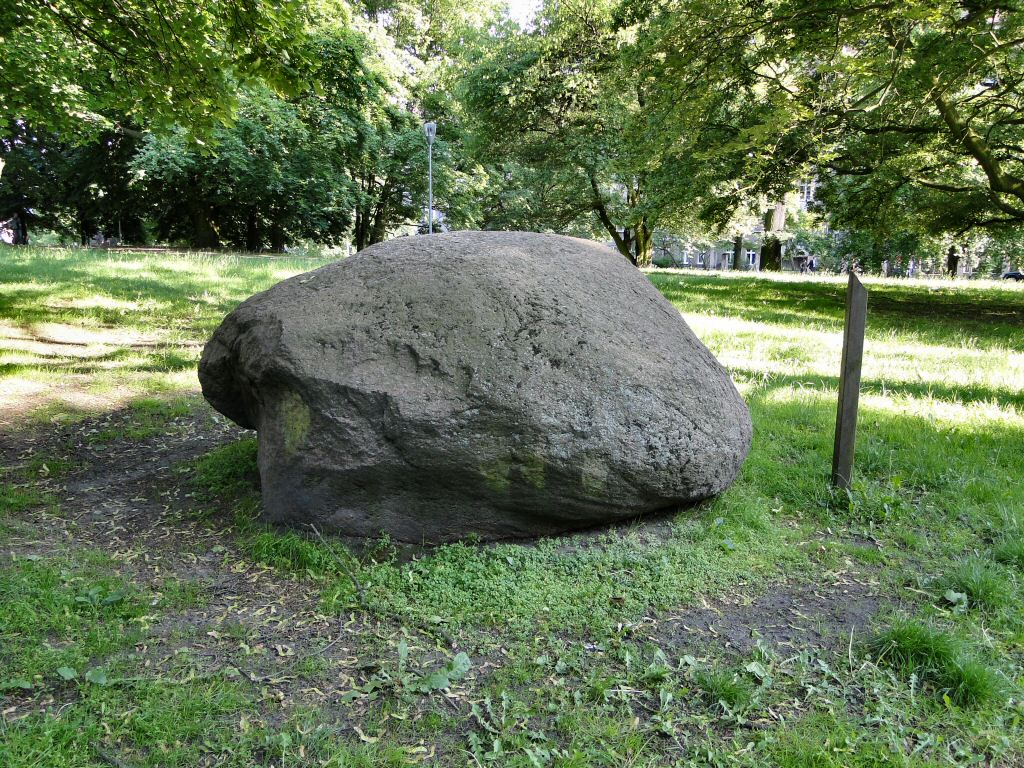
Głaz narzutowy "Adam" - pomnik przyrody
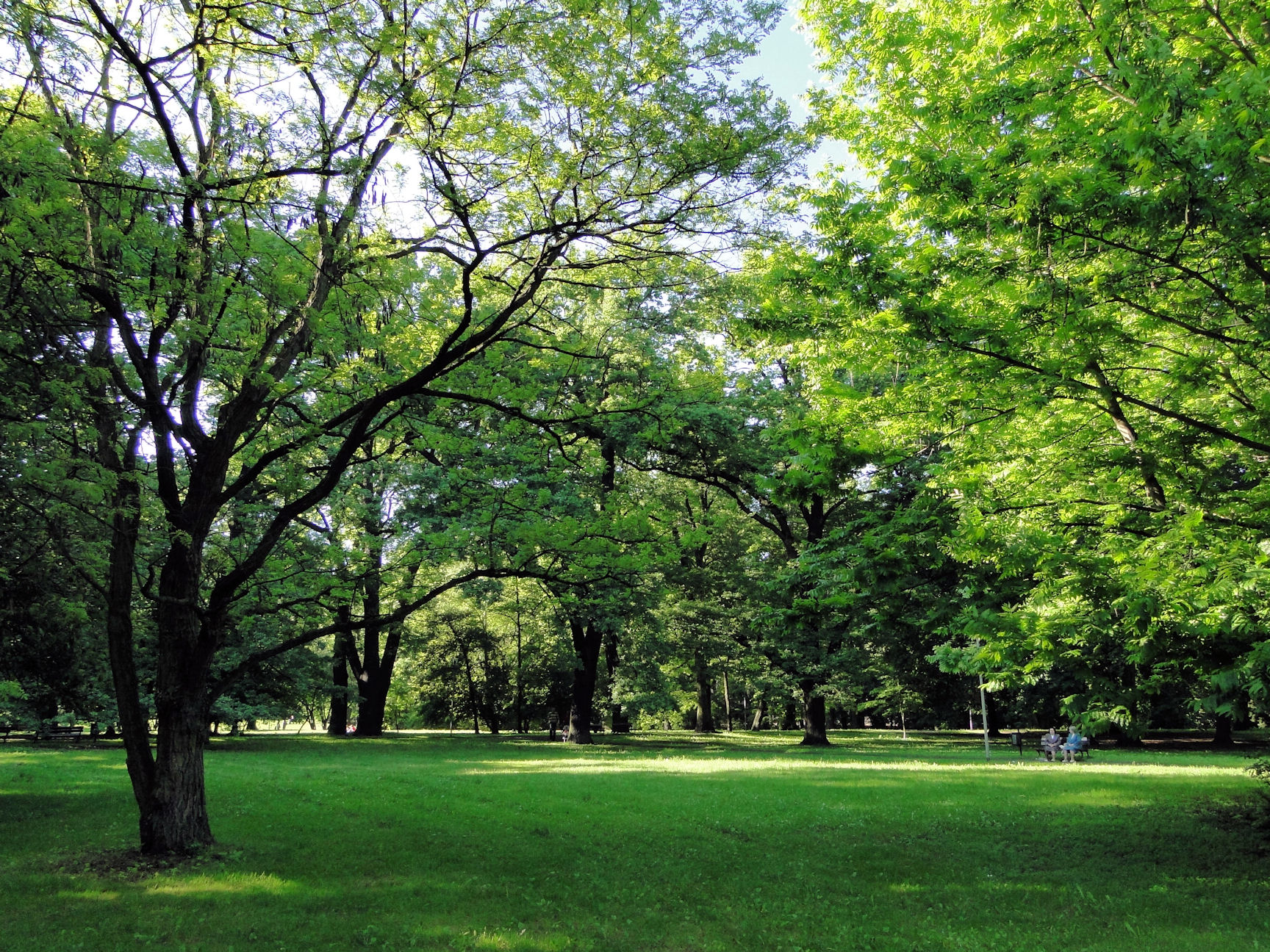